# Thame
Thame [teɪm] ist eine Stadt und eine Verwaltungseinheit im District South Oxfordshire in der Grafschaft Oxfordshire, England. Thame ist 19,5 km von Oxford entfernt. Im Jahr 2011 hatte es 11.561 Einwohner. Thame wurde in der Zeit der Angelsachsen gegründet und gehörte damals zum Königreich Wessex. 1086 wird der Ort im Domesday Book als Tame erwähnt. Bis zu seinem Tod am 20. Mai 2012 lebte der Bee-Gees-Sänger Robin Gibb auf dem in Thame gelegenen Landsitz Prebendal House. Gibb wurde auf dem Friedhof der St. Mary´s Church in Thame beigesetzt. Im Ort wurde eine Straße nach dem Musiker benannt.